# Sistema start e stop
Nelle automobili, il sistema start e stop (o stop-start) spegne e riaccende automaticamente il motore a combustione interna del mezzo, così da ridurre il tempo in cui il motore gira mentre l'auto è ferma, diminuendo i consumi di carburante e riducendo le emissioni inquinanti.

## Descrizione
Questo sistema è vantaggioso per veicoli che rimangono molto fermi al semaforo o che rimangono spesso fermi in ingorghi stradali. Questa caratteristica è presente nei veicoli ibridi, ma è anche presente in veicoli senza un gruppo motore elettrico. Per i veicoli non ibridi (detti micro ibridi), il risparmio di carburante si attesta tipicamente attorno a un 10-15%.
Considerato che alcuni sistemi, come il condizionatore d'aria e le pompe dell'acqua, sono normalmente progettate per funzionare collegate con una cinghia al motore, essi devono essere riprogettati per funzionare quando il motore è spento. Tipicamente il loro funzionamento è garantito da un motore elettrico, in alternativa si aumenta il volume dell'elemento radiante che funge da riscaldamento o rinfrescamento in modo da garantire un maggiore tempo di funzionamento tramite l'inerzia del liquido ivi contenuto.

## Storia
Il sistema start e stop venne sviluppato da Mauro Palitto, che al tempo lavorava al Centro Ricerche Fiat. Nonostante il budget a disposizione per lo sviluppo e l'industrializzazione del sistema risultasse limitato, così come i costi di produzione, il tutto ebbe inizio nel 1982 con uno studio dei tempi morti alla guida (fermo in folle al semaforo o incroci), effettuati su una Ritmo prima serie: durante questo test si effettuò come percorso il tratto tra il CRF di Orbassano e la Fiat Mirafiori di Torino, dove con un tempo di percorrenza di 35 minuti per coprire i 15 chilometri della trasferta si notò come la vettura rimanesse ferma per 12', pur con traffico non congestionato.
Durante lo studio preliminare del sistema (che richiedeva specifica centralina elettronica per il pilotaggio) si valutò come esso potesse far risparmiare oltre il 5%, mentre il tempo a disposizione per l'applicazione sul veicolo, venne preventivato di circa 16 mesi. Uno dei problemi iniziali erano gli avviamenti a caldo che il motorino doveva supportare (120000), quando al tempo le specifiche richiedevano 25000 avviamenti a freddo: venne così effettuato un ciclo di test modificando il sistema di pilotaggio del motorino, dove si disattivava lo starter appena raggiunti i 180 giri al minuto (il solo trascinamento permetteva di raggiungere i 120 giri/min); un regime determinato dal funzionamento di almeno un cilindro del motore, riducendo l'avvio a soli 250 millisecondi e facendo così calare drasticamente l'impatto sulla batteria e sulla vita dello starter. Successivamente, effettuando la verifica consumi secondo lo standard normativo, si constatò un risparmio del 7% sul percorso urbano.

## Case automobilistiche e modelli

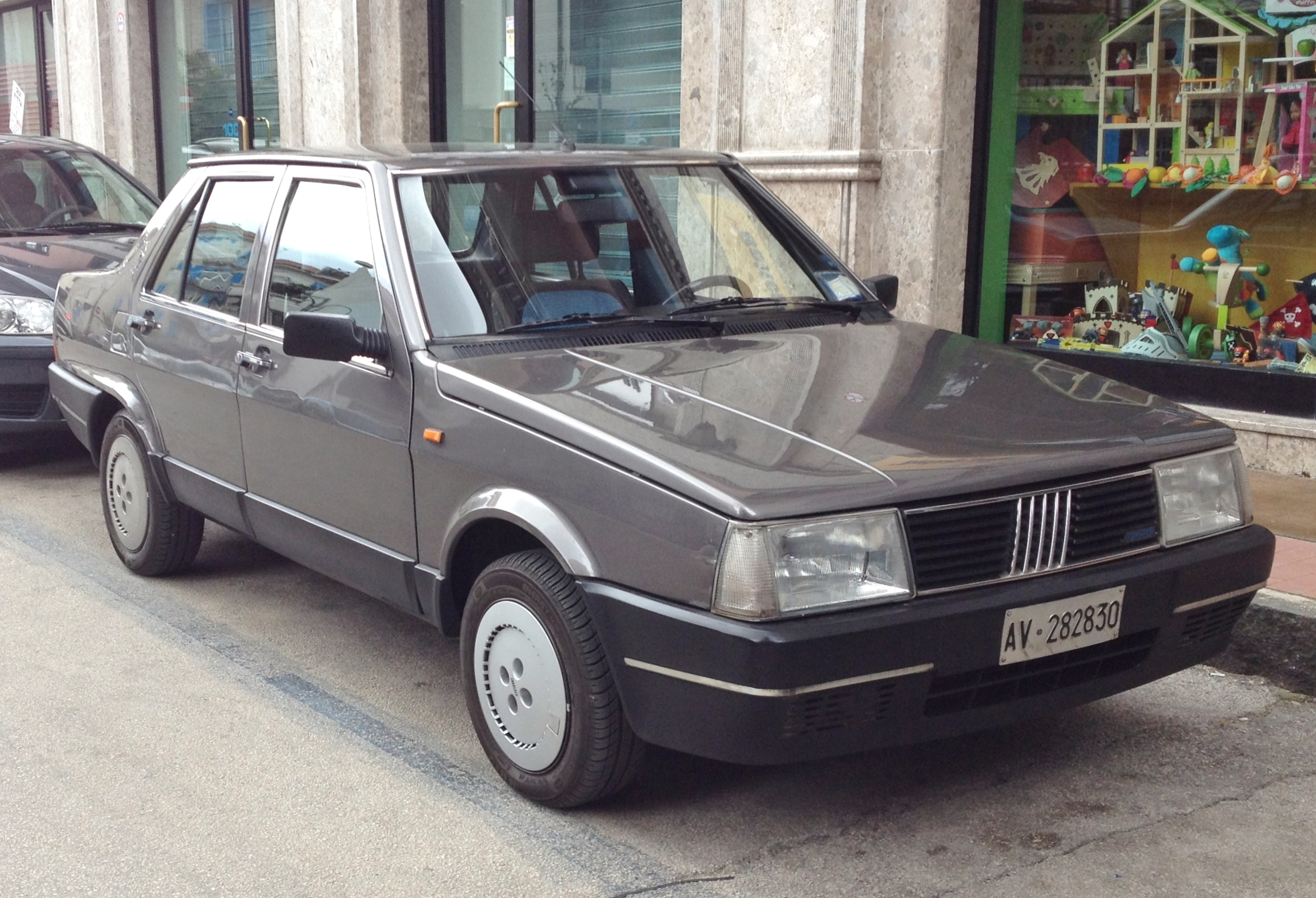
Una Fiat Regata

La Fiat Regata ES (Energy Saving) del 1983 fu la prima vettura al mondo ad adottare un sistema di start/stop automatico ed escludibile tramite pulsante sulla plancia, denominato Citymatic: oltre a questo, la vettura adottava migliorie aerodinamiche nel sottoscocca, finestrini anteriori, copriruota e spoiler posteriore, migliorie meccaniche col motore da 1.301 cc e 65 CV dal maggiore rapporto di compressione, una differente fasatura di distribuzione delle valvole, carburatore con cut-off in rilascio e l'accensione digitale dalla migliore versatilità e funzionalità, mentre la quinta marcia era più lunga (effetto overdrive).
Pochi mesi dopo la Volkswagen presentò un sistema simile sulla Passat, che tuttavia richiedeva l'attivazione manualmente tramite pulsante posto sul devioguida; dato che il sistema al tempo suscitava preoccupazioni, ne vennero prodotte sole 5000 unità. Queste prime versioni del sistema start e stop erano infatti considerate alquanto insicure da molti automobilisti, inoltre l'allora alto prezzo di vendita delle vetture che ne erano equipaggiate ne decretò lo scarso successo commerciale. In seguito il gruppo tedesco montò tale sistema sulla Golf Ecomatic nel 1994 (in cui il motore si spegneva quando si premeva il pedale del freno), oltreché sulla Lupo e sull'Audi A2 le quali, nelle loro versioni ad alta efficienza 3L (3 litri di carburante per percorrere 100 km, ovvero 33 km/l), detengono il record di auto a basso consumo della loro categoria di quel periodo.
Nel III millennio, Citroën ha introdotto un sistema più raffinato nelle sue C2 e C3 dal 2004, chiamandolo Stop & Start. La versione Citroën combina un cambio automatico SensoDrive e un alternatore reversibile a controllo elettronico o generatore-starter integrato (ISG). Un ISG noto anche come starter-alternatore integrato, unisce il ruolo del motorino d'avviamento e dell'alternatore in una sola unità. Sul finire del 2008 FIAT ha introdotto il sistema start e stop sviluppato da Bosch sulla 500, mentre Volvo l'ha introdotto nel 2009 nei suoi modelli DRIVe. Dal settembre dello stesso anno, anche Alfa Romeo ha inserito questo sistema sulla MiTo con motore Multiair Turbo Benzina da 1400 cm³. Come evoluzione del concetto di Stop & Start, nel 2011 il gruppo PSA ha presentato un propulsore Turbo Diesel denominato e-HDi. In questo motore l'arresto non avviene solo a vettura ferma bensì già al rallentamento della vettura stessa. In pratica quando la vettura rallenta scendendo sotto una certa velocità il motore viene spento.